# Janthinidae
Famille
Les Janthinidae sont une famille de mollusques gastéropodes marins, encore mal assignée au sein des Caenogastropoda (super-famille des Epitonioidea). 

## Liste des genres
Selon World Register of Marine Species (6 juillet 2016) :
- genre Janthina Röding, 1798 -- 5 espèces actuelles et 2 fossiles
- genre Recluzia Petit de la Saussaye, 1853 -- 4 espèces actuelles

Selon BioLib (11 décembre 2018) et ITIS (11 décembre 2018) :
- genre Janthina Roding, 1798
- genre Recluzia Petit de la Saussaye, 1853

Selon Paleobiology Database (11 décembre 2018) :
- genre Hartungia
- genre Janthina
- genre Recluzia

Coquille de Janthina janthina
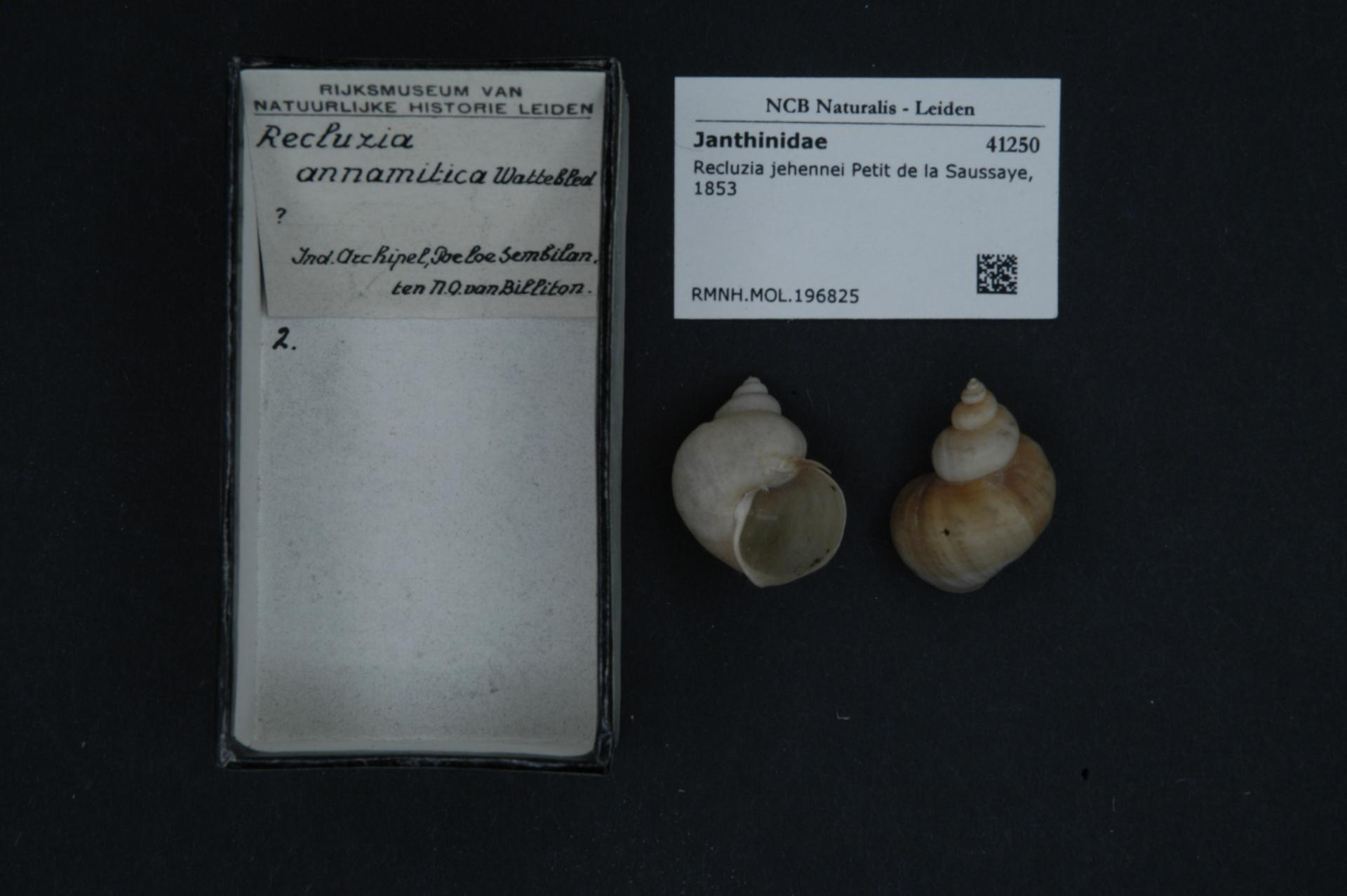
Recluzia jehennei